# Ectasiocnemis straminea
Ectasiocnemis straminea es una especie de coleóptero de la familia Scraptiidae.

## Distribución geográfica
Habita en la India.